# Allie DiMeco
Allie DiMeco (właściwie Alexandra Jean DiMeco, ur. 12 czerwca 1992 w Waterbury, Connecticut) – amerykańska aktorka.

## Życie prywatne
Uczy się w prywatnej szkole w Waterbury. Ma psa o imieniu Chloe. Jej matka ma na imię Laura.

## Filmografia
- Late Night with David Letterman (1993 -)
- The Naked Brothers Band: The Movie (2005)
- The Naked Brothers Band (2007– )
- The Naked Brothers Band: Battle of the Bands (2007)
- The Naked Brothers Band: Sidekicks (2008)